# Rudolf Roth (Fußballspieler)
Rudolf Roth (* 14. September 1948 in Graz) ist ein ehemaliger österreichischer Fußballspieler. Er ist Ehrenpräsident des Grazer AK (GAK).

## Leben
In seiner aktiven Zeit als Fußballer kam er 1971 vom SV Frohnleiten zum GAK und spielte als Profitorhüter bis 1977.

## Studium
Er ist Magister der Betriebswirtschaftslehre der Karl-Franzens-Universität Graz, Vorsitzender einer Mineralölfirma und seit 1993 Leiter des Honorarkonsulats von Ungarn. Diese Funktion hat er nach wie vor inne.

## GAK
Am 30. Mai 2001 wurde er Klubpräsidenten des GAK, wobei er vorher bereits in der Administration und im kaufmännischen Bereich für den Verein tätig gewesen war. Während seiner Präsidentschaft gewann der GAK zum ersten Mal den Meistertitel (2004) und wurde zweimal Vizemeister in den Jahren 2002 und 2005. Weiterhin wurden die GAK AG und die GAK Marketing GmbH gegründet und ein Trainingszentrum in Andritz gebaut. Am 24. Juni 2005 erklärte er im Rahmen einer Generalversammlung seinen Rücktritt und Harald Sükar zu seinem Nachfolger. Roth ist neben Konrad Reinthaler und Heribert Kasper einer der drei Ehrenpräsidenten des GAK.

## Auszeichnungen
- 2021: Großes Goldenes Ehrenzeichen des Landes Steiermark[4][5][6]
- 2025: Goldenes Verdienstzeichen der Republik Österreich[7]